# Quentin Fercoq
 Quentin Fercoq (* 5. März 1999 in Harfleur) ist ein französischer Shorttracker.

## Werdegang
Fercoq trat international erstmals bei den Juniorenweltmeisterschaften in Erzurum in Erscheinung und belegte dabei den 13. Platz mit der Staffel. Im folgenden Jahr errang er bei den Juniorenweltmeisterschaften in Osaka den 22. Platz im Mehrkampf und den achten Platz mit der Staffel. Sein Debüt im Shorttrack-Weltcup hatte er Ende Oktober 2015 in Montreal. Dort lief er auf den 30. Platz über 500 m und auf den 22. Rang über 1000 m. Im Februar 2016 gewann er bei den Olympischen Jugend-Winterspielen in Lillehammer die Goldmedaille mit der Mixed-Staffel. Bei den Juniorenweltmeisterschaften 2016 in Sofia kam er auf den 15. Platz im Mehrkampf und auf den fünften Rang mit der Staffel und bei den Juniorenweltmeisterschaften 2017 in Innsbruck auf den 11. Platz im Mehrkampf und auf den fünften Rang mit der Staffel. In der Saison 2017/18 wurde er bei den Europameisterschaften 2018 in Dresden Fünfter mit der Staffel und bei den Juniorenweltmeisterschaften 2018 in Tomaszów Mazowiecki Fünfter im Mehrkampf und Vierter mit der Staffel. In der folgenden Saison erreichte er in Salt Lake City mit dem dritten Platz mit der Mixed-Staffel seine erste Podestplatzierung im Weltcup und errang bei den Europameisterschaften 2019 in Dordrecht den vierten Platz mit der Staffel. Anfang März 2019 holte er bei der Winter-Universiade in Krasnojarsk die Silbermedaille über 1500 m. Zudem wurde er dort Sechster über 1000 m und Vierter über 500 m. In der Saison 2019/20 belegte er bei den Europameisterschaften in Debrecen den 14. Platz im Mehrkampf und beim Weltcup in Dresden den dritten Platz mit der Mixed-Staffel.

## Persönliche Bestzeiten
- 500 m      40,389 s (aufgestellt am 8. Dezember 2023 in Peking)
- 1000 m    1:23,596 min. (aufgestellt am 4. November 2022 in Salt Lake City)
- 1500 m    2:14,033 min. (aufgestellt am 9. April 2022 in Montreal)